# Liste der Kulturdenkmäler in Kelkheim (Taunus)

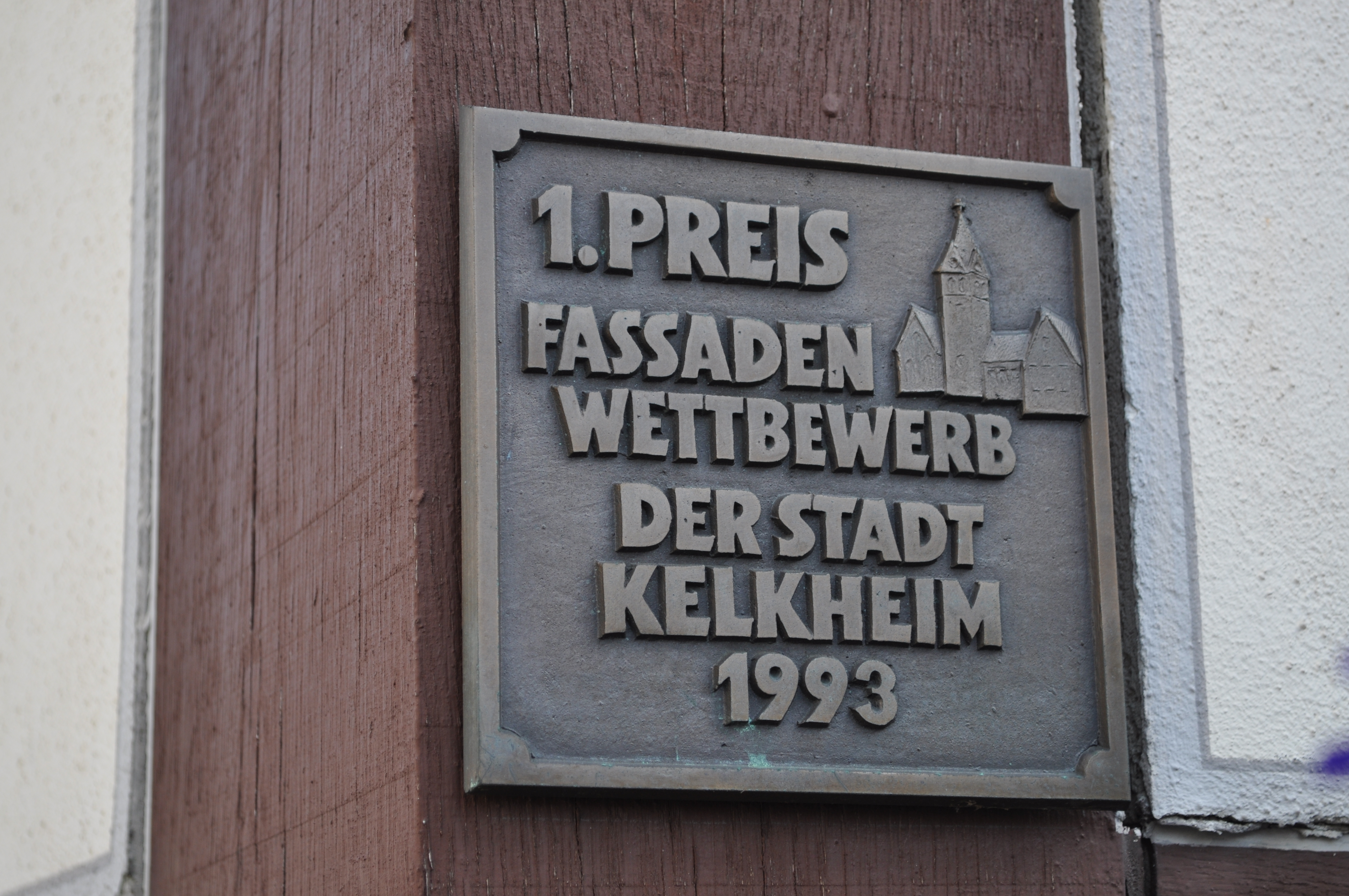
Kelkheim, Fassadenwettbewerb

Die folgende Liste enthält die in der Denkmaltopographie ausgewiesenen Kulturdenkmäler auf dem Gebiet  der  Stadt Kelkheim, Main-Taunus-Kreis, Hessen.
Hinweis: Die Reihenfolge der Denkmäler in dieser Liste orientiert sich zunächst an Stadtteilen und anschließend der Anschrift, alternativ ist sie auch nach der Bezeichnung, der vom Landesamt für Denkmalpflege vergebenen Nummer oder der Bauzeit sortierbar.
Kulturdenkmäler werden fortlaufend im Denkmalverzeichnis des Landes Hessen durch das Landesamt für Denkmalpflege Hessen auf Basis des Hessischen Denkmalschutzgesetzes (HDSchG) geführt. Die Schutzwürdigkeit eines Kulturdenkmals hängt nicht von der Eintragung in das Denkmalverzeichnis des Landes Hessen oder der Veröffentlichung in der Denkmaltopographie ab.

## Kulturdenkmäler nach Ortsteilen

### Eppenhain
| Bild                     | Bezeichnung                                             | Lage                                                                | Beschreibung          | Bauzeit                | Objekt-Nr. |
| ------------------------ | ------------------------------------------------------- | ------------------------------------------------------------------- | --------------------- | ---------------------- | ---------- |
| Wohnhaus und Scheune     | Wohnhaus und Scheune                                    | Alter Weg 1 (und Ehlhaltener Straße 30) LageFlur: 5, Flurstück: 183 |                       | 1725 bis 1775          | 46322 DDB  |
| Bild gesucht BW          | Wohnhaus                                                | Am Liehberg 2 LageFlur: 10, Flurstück: 281/58                       |                       | 1954–1957              | 959797 DDB |
| Friedhof, Friedhofskreuz | Friedhof, Friedhofskreuz                                | Ehlhaltener Straße 1 LageFlur: 5, Flurstück: 35/2                   |                       | 1863                   | 46328 DDB  |
| weitere Bilder           | Katholische Kirche St. Josef                            | Ehlhaltener Straße 18 LageFlur: 5, Flurstück: 28/3                  |                       | 1906                   | 46323 DDB  |
| weitere Bilder           |                                                         | Ehlhaltener Straße 23 LageFlur: 5, Flurstück: 155/1                 |                       | Ende 18. Jahrhundert   | 46324 DDB  |
| weitere Bilder           |                                                         | Ehlhaltener Straße 24 LageFlur: 5, Flurstück: 164/1                 |                       | Anfang 18. Jahrhundert | 46325 DDB  |
|                          |                                                         | Ehlhaltener Straße 25 und 27 LageFlur: 5, Flurstück: 139/1          |                       | Anfang 18. Jahrhundert | 46326 DDB  |
| Ehemaliges Rathaus       | Ehemaliges Rathaus                                      | Ehlhaltener Straße 29 LageFlur: 5, Flurstück: 126/3                 |                       | 1825                   | 46327 DDB  |
| Bild gesucht BW          | Wohnhaus                                                | In den Wickgärten 13 LageFlur: 4, Flurstück: 117/3                  |                       | 1904                   | 135932 DDB |
| Ehemaliges Landschulheim | Ehemaliges Landschulheim                                | Rossertstraße 6 LageFlur: 4, Flurstück: 7/4                         |                       | 1903 bis 1913          | 46329 DDB  |
|                          |                                                         | Sackgasse 5 LageFlur: 5, Flurstück: 136                             |                       | 1725 bis 1775          | 46330 DDB  |
| Hofreite                 | Hofreite                                                | Sackgasse 6 LageFlur: 5, Flurstück: 133                             |                       |                        | 46331 DDB  |
|                          |                                                         | Schloßborner Straße 14/16 LageFlur: 5, Flurstück: 5/1               |                       | 1900                   | 46332 DDB  |
| Bild gesucht BW          | Villa Hochschild, ehem. Kinderheim mit Park und Gutshof | Schloßborner Straße 27/29/31 LageFlur: 10, Flurstück: 241/2, 241/3  | Ehemaliges Kinderheim | 1911                   | 46333 DDB  |

### Fischbach
| Bild                    | Bezeichnung                                            | Lage | Beschreibung               | Bauzeit                | Objekt-Nr. |
| ----------------------- | ------------------------------------------------------ | --- | -------------------------- | ---------------------- | ---------- |
| Scheune                 | Scheune                                                | Am alten Born 2 LageFlur: 15, Flurstück: 68                                                                   |                            | 1725 bis 1775          | 46336 DDB  |
| Sockel eines Wegkreuzes | Sockel eines Wegkreuzes                                | Burgweg LageFlur: 24, Flurstück: 359/3                                                                        |                            | 1750                   | 46337 DDB  |
|                         |                                                        | Enggasse 1 LageFlur: 15, Flurstück: 6                                                                         |                            | 1675 bis 1725          | 46338 DDB  |
| weitere Bilder          |                                                        | Fischbacher Kirchgasse 5 LageFlur: 15, Flurstück: 134                                                         |                            | Ende 17. Jahrhundert   | 46340 DDB  |
| weitere Bilder          |                                                        | Fischbacher Kirchgasse 7 LageFlur: 15, Flurstück: 137                                                         |                            | 1775 bis 1825          | 46341 DDB  |
|                         |                                                        | Fischbacher Kirchgasse 8 LageFlur: 15, Flurstück: 150                                                         |                            | 1768                   | 46342 DDB  |
| weitere Bilder          | Katholische Pfarr- und Wallfahrtskirche St. Trinitatis | Fischbacher Kirchgasse 11 LageFlur: 15, Flurstück: 145/1                                                      |                            | 1781                   | 46343 DDB  |
| weitere Bilder          | Pfarrhaus                                              | Fischbacher Kirchgasse 12 LageFlur: 15, Flurstück: 148                                                        |                            | Anfang 18. Jahrhundert | 46344 DDB  |
| Bild gesucht BW         | Gesamtanlage Fischbach                                 | Lage |                            |                        | 46335 DDB  |
| weitere Bilder          | Gimbacher Hof                                          | Hof Gimbach 1, Hof Gimbach LageFlur: 20, Flurstück: 43, 71, 72                                                | Gaststätte „Gimbacher Hof“ | 1765 bis 1775          | 46339 DDB  |
| Scheune                 | Scheune                                                | Im Unterdorf 2 (vormals Langstraße 29) LageFlur: 15, Flurstück: 60/1                                          |                            | 1725 bis 1775          | 46348 DDB  |
|                         |                                                        | Langstraße 1 LageFlur: 15, Flurstück: 214/129                                                                 |                            | Ende 18. Jahrhundert   | 46345 DDB  |
|                         |                                                        | Langstraße 20 LageFlur: 15, Flurstück: 105/1                                                                  |                            | 1725 bis 1775          | 46346 DDB  |
| Bild gesucht BW         |                                                        | Langstraße 22 LageFlur: 15, Flurstück: 104/1                                                                  |                            | 1751                   | 46347 DDB  |
|                         |                                                        | Langstraße 33a LageFlur: 15, Flurstück: 56                                                                    |                            | 1894                   | 46349 DDB  |
|                         |                                                        | Langstraße 37 LageFlur: 15, Flurstück: 54/1                                                                   |                            | Ende 18. Jahrhundert   | 46350 DDB  |
|                         |                                                        | Langstraße 39 LageFlur: 15, Flurstück: 53                                                                     |                            | Ende 17. Jahrhundert   | 46351 DDB  |
|                         |                                                        | Langstraße 41 LageFlur: 15, Flurstück: 52/1                                                                   |                            | Ende 18. Jahrhundert   | 46352 DDB  |
| weitere Bilder          |                                                        | Langstraße 44 LageFlur: 15, Flurstück: 18/1                                                                   |                            | Ende 18. Jahrhundert   | 46353 DDB  |
|                         |                                                        | Langstraße 48 LageFlur: 15, Flurstück: 14/2                                                                   |                            | Anfang 18. Jahrhundert | 46354 DDB  |
| weitere Bilder          | Hofgut Retters                                         | Rettershof 4, Rettershof, Am Fischbacher Weg (Außerhalb der Ortslage) LageFlur: 7, Flurstück: 15/1, 19/1, 7/1 |                            | Anfang 19. Jahrhundert | 46356 DDB  |
| Bild gesucht BW         | Hofgut Retters, Christus-Torso                         | Rettershof 4 (Außerhalb der Ortslage) LageFlur: 7, Flurstück: 15/1                                            |                            | 1725 bis 1775          | 46357 DDB  |
| Schloß Rettershof       | Schloß Rettershof                                      | Rettershof 5, Rettershof (Außerhalb der Ortslage) LageFlur: 7, Flurstück: 10/4, 13/3                          |                            | 1885                   | 46355 DDB  |

### Hornau
| Bild                | Bezeichnung                   | Lage | Beschreibung | Bauzeit                | Objekt-Nr. |
| ------------------- | ----------------------------- | --- | --- | ---------------------- | ---------- |
| weitere Bilder      | Evangelische Stephanuskirche  | Am Flachsland 30 LageFlur: 11, Flurstück: 149/24 | | 1966–68                | 958161 DDB |
| Bild gesucht BW     | Sachgesamtheit Eisenbahn      | Eisenbahn, Von Königstein nach Ffm.-Höchst LageFlur: 1, 2, 3, 11, 12, 13, Flurstück: 22/2, 23/2, 292/182, 333, 739/387, 765/480, 781/546, 198/2, 586/205, 392/253, 161/1 | | 1902                   | 954961 DDB |
| Gesamtanlage Hornau | Gesamtanlage Hornau           | Gesamtanlage Hornau Lage | Als Gesamtanlage von Hornau sind die Häuser 137 bis 189 und 134 bis 148 der Hornauer Straße und das angrenzende Ensemble von alter und neuer Martinskirche und Gagernhaus an der Rotlintallee geschützt. Das Schutzgebiet zeigt den weitgehend ungestörten Charakter der historischen Dorfstraße. Durch die Verwendung von Kopfsteinpflaster wird der Charakter der Straße heute betont. |                        | 46359 DDB  |
|                     |                               | Hornauer Straße 134 LageFlur: 9, Flurstück: 101/2 | Das giebelständige, zweigeschossiges Fachwerkwohnhaus eines ehemaligen Zweiseithofes ist das älteste Fachwerkhaus der Stadt und stammt aus dem Jahr 1568. Über massiv erneuertem Erdgeschoss im Obergeschoss sehr reiches Sichtfachwerk. | 1568                   | 46361 DDB  |
|                     |                               | Hornauer Straße 145 LageFlur: 9, Flurstück: 257/57 | Wohnhaus einer ehemaligen Hofreite. Wahrscheinlich verbirgt sich unter dem Putz repräsentatives Sichtfachwerk des 17. Jahrhunderts. | 1625 bis 1675          | 46362 DDB  |
| weitere Bilder      | Gagern-Gräber                 | Hornauer Straße 176 (Friedhof) LageFlur: 8, Flurstück: 233/1 | Auf dem Hornauer Friedhof befindet sich die Grabstätte der Familie von Gagern mit elf in zwei Reihen hintereinander stehenden Grabsteinen von 1824 bis 1880. | 1845 bis 1855          | 46367 DDB  |
|                     |                               | Hornauer Straße 186 LageFlur: 8, Flurstück: 258/1 | Zweigeschossige Villa aus der Zeit um 1910, in sehr steiler, repräsentativer Hanglage. Das Haus weist asymmetrischen Risalit, Mansarddach mit dem für die Zeit typischen verbreiterten Ortbrett und einen seitlich polygonaler Turm mit Helm auf. | 1905 bis 1915          | 46363 DDB  |
| weitere Bilder      | Alte Hornauer Kapelle         | Rotlintallee o. Nr. LageFlur: 9, Flurstück: 87/5 | Die Kirche aus dem Jahr 1725 gehörte zum Komplex des Gagernschen Hofgutes. Sie wurde 1952 profaniert. Es handelt sich um einen Saalbau mit dreiseitigem Chorschluss und oktogonalem Spitzhelmdachreiter im Westen. | 1725                   | 46360 DDB  |
| weitere Bilder      | Liederbachbrücke, Hl. Nepomuk | Rotlintallee o. Nr. LageFlur: 9, Flurstück: 28/20 | Sandsteinfigur des Hl. Nepomuk aus dem Jahr 1755. | 1755                   | 46366 DDB  |
| weitere Bilder      | Katholische Kirche St. Martin | Rotlintallee o. Nr. LageFlur: 9, Flurstück: 30/2 | Die neue Martinskirche wurde 1947–52 nach Plänen des Frankfurter Architekten Christoph Rummel als runder Zentralbau mit südseitigem, rechteckig geschlossenem Eingangsbau und ebensolchem, gestrecktem Chor an der Nordseite erbaut. | 1952                   | 46364 DDB  |
| weitere Bilder      | Gagernhaus                    | Rotlintallee 10/12 LageFlur: 9, Flurstück: 88/10 | Das vor 1830 in klassizistischem Stil erbaute Gagernhaus ist das ehemalige Gesindehaus des früheren Hofgutes der Freiherrn von Gagern, 1818–1866 im Besitz dieser Familie. | Anfang 19. Jahrhundert | 46365 DDB  |

### Kelkheim
| Bild                              | Bezeichnung                        | Lage | Beschreibung | Bauzeit                | Objekt-Nr. |
| --------------------------------- | ---------------------------------- | --- | --- | ---------------------- | ---------- |
| Parkanlage Mühlgrund, Grenzsteine | Parkanlage Mühlgrund, Grenzsteine  | Am Liederbach LageFlur: 10, Flurstück: 277/11 | | 1775 bis 1825          | 46299 DDB  |
|                                   |                                    | Bahnstraße 1 LageFlur: 9, Flurstück: 54/2 | Das zweigeschossige, giebelständige Fachwerkeckhaus stammt aus der zweiten Hälfte des 17. Jahrhunderts. | Ende 17. Jahrhundert   | 46297 DDB  |
| weitere Bilder                    | Ehemaliger Bahnhof                 | Bahnstraße 37, Eisenbahn LageFlur: 14, Flurstück: 38/6, 42/7                                                                                       | | 1897 bis 1907          | 46298 DDB  |
| Bild gesucht BW                   | Sachgesamtheit Eisenbahn           | Eisenbahn, Fischbacher Straße (L 3016), Bahnstraße 37 LageFlur: 10, 12, 14, Flurstück: 28/1, 110/25, 139/22–25, 88/1, 38/6, 42/7, 460/207, 490/237 | | 1902                   | 954960 DDB |
| Alter Friedhof, Wegkreuz          | Alter Friedhof, Wegkreuz           | Frankenallee o. Nr. LageFlur: 7, Flurstück: 415/4                                                                                                  | Sandsteinwegkreuz, früher Teil des Kirchweges von Hornau nach Münster mit einem mit lateinischer und deutscher Inschrift auf dem mit Voluten verzierten Sockel. Die deutsche Inschrift enthält ein doppeltes Chronogramm mit der Jahreszahl 1787: „Dicite in Gentibus quia Dominus reg- navit ps. 95. sChaVt MensChen WohL aVf DIesen thron! so eWIg aVserkohren. VoM CreVtz WIe hersCht nVn gottes sohn DV satan bIst VerLohren“ | 1787                   | 46319 DDB  |
| weitere Bilder                    | Hauptfriedhof                      | Frankenallee 200 LageFlur: 22, Flurstück: 39 | |                        | 68121 DDB  |
| Ehemaliges Postamt                | Ehemaliges Postamt                 | Friedrichstraße 6 LageFlur: 14, Flurstück: 39/6 | | 1911                   | 46300 DDB  |
| weitere Bilder                    | Wegkreuz                           | Gimbacher Weg 7 LageFlur: 15, Flurstück: 219/28 | | 1762                   | 46301 DDB  |
| Bild gesucht BW                   | Sachgesamtheit Wohnhaus mit Garten | Gundelhardtstraße 9, Gundelhardtstraße 7 LageFlur: 17, Flurstück: 55/8, 55/9                                                                       | | 1911/12                | 68123 DDB  |
| Bild gesucht BW                   | 'Villa Cäcilie'                    | Gundelhardtstraße 20 LageFlur: 15, Flurstück: 236/5                                                                                                | | 1903                   | 46302 DDB  |
|                                   |                                    | Hauptstraße 6 LageFlur: 9, Flurstück: 59 | | Ende 17. Jahrhundert   | 46303 DDB  |
| weitere Bilder                    | Katholische Stadtkapelle           | Hauptstraße 9 LageFlur: 9, Flurstück: 300/98 | | 1892                   | 46304 DDB  |
|                                   |                                    | Hauptstraße 11 LageFlur: 9, Flurstück: 97/2 | | Anfang 18. Jahrhundert | 46305 DDB  |
| weitere Bilder                    |                                    | Hauptstraße 11a LageFlur: 9, Flurstück: 366/94 | | Anfang 18. Jahrhundert | 46306 DDB  |
|                                   |                                    | Hauptstraße 20 LageFlur: 9, Flurstück: 74/6 | | 1675 bis 1725          | 46307 DDB  |
|                                   |                                    | Hauptstraße 22 LageFlur: 9, Flurstück: 77/3 | | Anfang 18. Jahrhundert | 46308 DDB  |
|                                   |                                    | Hauptstraße 24 LageFlur: 8, Flurstück: 2 | | 1725 bis 1775          | 46309 DDB  |
|                                   |                                    | Hauptstraße 25 LageFlur: 8, Flurstück: 352/127 | | Anfang 18. Jahrhundert | 46310 DDB  |
|                                   |                                    | Hauptstraße 26 LageFlur: 8, Flurstück: 318/4 | | 1725 bis 1775          | 46311 DDB  |
| weitere Bilder                    |                                    | Hauptstraße 28 LageFlur: 8, Flurstück: 319/8 | | Anfang 18. Jahrhundert | 46312 DDB  |
|                                   |                                    | Hauptstraße 31 LageFlur: 8, Flurstück: 348/117 | | 1695 bis 1705          | 46313 DDB  |
|                                   |                                    | Hauptstraße 42 LageFlur: 8, Flurstück: 324/19 | | Anfang 18. Jahrhundert | 46314 DDB  |
|                                   |                                    | Hauptstraße 44 LageFlur: 8, Flurstück: 367 | | Ende 17. Jahrhundert   | 46315 DDB  |
| weitere Bilder                    |                                    | Hauptstraße 49 LageFlur: 8, Flurstück: 85/4 | | 1575 bis 1625          | 46316 DDB  |
| weitere Bilder                    | Ehemaliges Franziskanerkloster     | Mainblick 51, Mainblick LageFlur: 6, Flurstück: 30/4, 30/5                                                                                         | | 1909                   | 46317 DDB  |
| Bild gesucht BW                   | Wohnhaus                           | Mühlstraße 1 LageFlur: 9, Flurstück: 124/2 | | um 1800                | 784169 DDB |
| Wegekreuz                         | Wegekreuz                          | Mühlstraße 26 LageFlur: 10, Flurstück: 297/147 | Wegekreuz aus Sandstein aus dem Jahr 1773 auf Volutensockel mit Inschrift. | 1773                   | 46318 DDB  |
| Bild gesucht BW                   | Sachteil: Dampfmaschine            | Weberstraße 19 LageFlur: 10, Flurstück: 1144 | | Ende 19. Jahrhundert   | 46320 DDB  |

### Münster

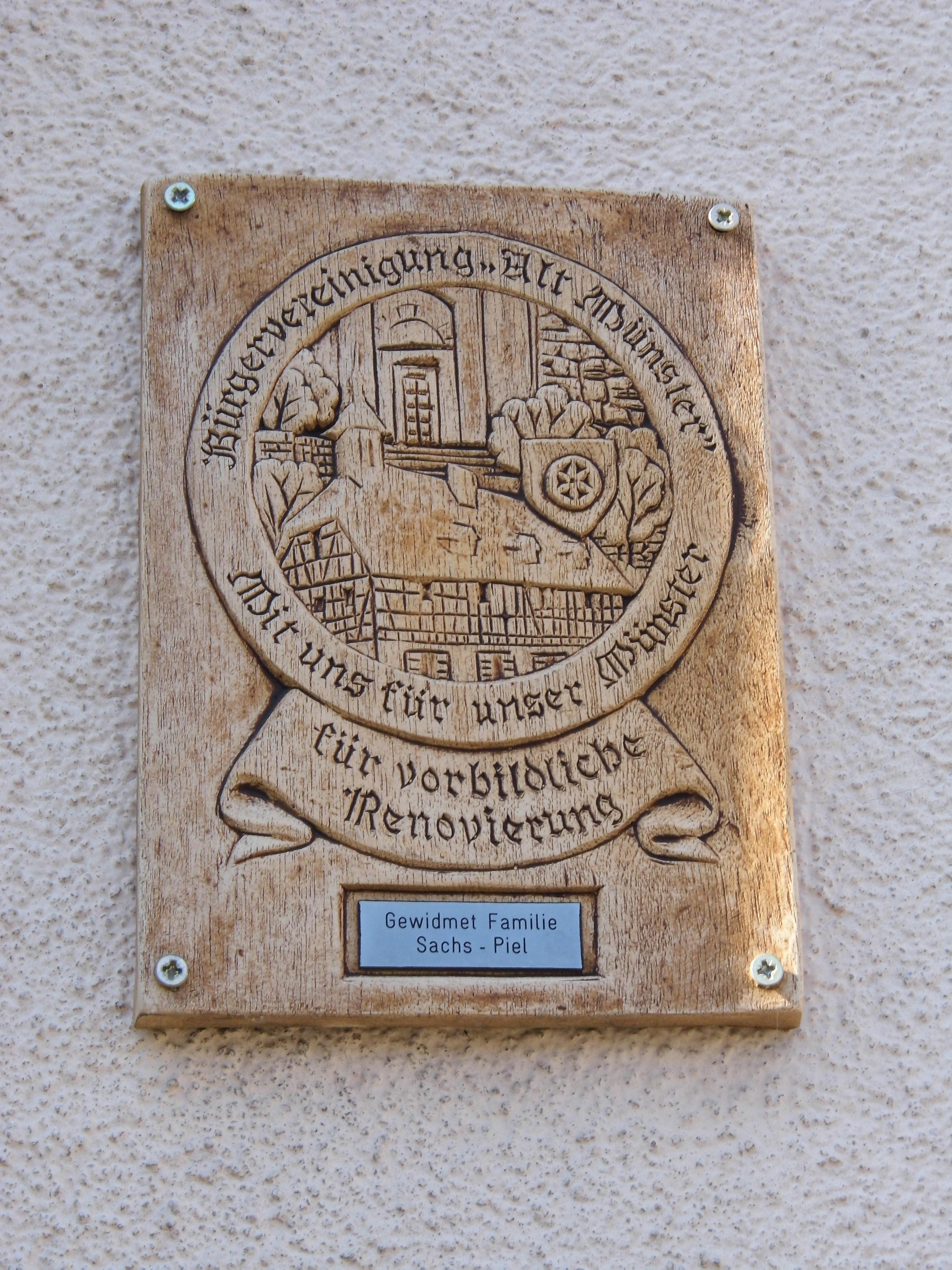
Plakette: Vorbildliche Renovierung

| Bild                   | Bezeichnung                           | Lage | Beschreibung                                                                                           | Bauzeit              | Objekt-Nr. |
| ---------------------- | ------------------------------------- | --- | --- | -------------------- | ---------- |
|                        |                                       | Alte Königsteiner Straße 2 LageFlur: 15, Flurstück: 75/1 | | 1725 bis 1775        | 46371 DDB  |
|                        |                                       | Alte Königsteiner Straße 13 LageFlur: 25, Flurstück: 26/1 | | 1625 bis 1675        | 46372 DDB  |
|                        |                                       | Alte Königsteiner Straße 15 LageFlur: 25, Flurstück: 24 | | 1545 bis 1555        | 46373 DDB  |
|                        |                                       | Alte Königsteiner Straße 21 LageFlur: 25, Flurstück: 21 | | 1645 bis 1655        | 46374 DDB  |
|                        |                                       | Am Kirchplatz 3 LageFlur: 15, Flurstück: 72/1 | | Ende 18. Jahrhundert | 46375 DDB  |
| weitere Bilder         | Katholische Pfarrkirche St. Dionysius | Am Kirchplatz 4, Am Kirchplatz LageFlur: 15, Flurstück: 101/3, 83/1 | | 1811                 | 46376 DDB  |
| Wegkreuz               | Wegkreuz                              | Am Kirchplatz 6 LageFlur: 15, Flurstück: 83/1 | | 1757                 | 46377 DDB  |
| Katholisches Pfarrhaus | Katholisches Pfarrhaus                | Am Kirchplatz 11 LageFlur: 15, Flurstück: 68/2 | | 1823                 | 46378 DDB  |
| Bild gesucht BW        | Sachteil: Wirtshausschild             | Borngasse 1 LageFlur: 18, Flurstück: 38/1 | |                      | 46379 DDB  |
|                        |                                       | Borngasse 8 LageFlur: 14, Flurstück: 48/1 | | Ende 17. Jahrhundert | 46380 DDB  |
|                        |                                       | Borngasse 13 LageFlur: 18, Flurstück: 30/2 | | 1725 bis 1775        | 46381 DDB  |
|                        |                                       | Borngasse 19 LageFlur: 18, Flurstück: 28/1 | | 1715 bis 1725        | 46382 DDB  |
| Bild gesucht BW        | Sachgesamtheit Eisenbahn              | Eisenbahn, Zeilsheimer Straße 8a, Von Königstein nach Ffm-Höchst, Sendelbacher Weg, Schindkaut, Lorsbacher Straße, Hofheimer Straße LageFlur: 7, 9, 10, 11, 12, 17, 18, 21, Flurstück: 298/1, 300/4, 547/10, 547/4, 547/9, 572/5, 572/6, 104/3, 355/13, 558/104, 120/1, 120/2, 127/11, 128/2, 165/115, 24/17, 96/7, 128/1, 128/3, 129 | | 1902                 | 954959 DDB |
| weitere Bilder         | Ehemaliges Rat- und Schulhaus         | Frankfurter Straße 153 LageFlur: 15, Flurstück: 77/3 | | 1789                 | 46384 DDB  |
| weitere Bilder         | Pietà                                 | Frankfurter Straße 157 LageFlur: 15, Flurstück: 80/2 | Die Pietà stand bis Juli 2023 in der Frankfurter Straße 141, Flur 12, Flurstück: 55/1 (Ehemalige Lage) | 1675 bis 1685        | 46383 DDB  |
| weitere Bilder         | Friedhof, Marienkapelle               | Frankfurter Straße 206 LageFlur: 9, Flurstück: 567 | | 1883                 | 46385 DDB  |
| Friedhof, Wegkreuz     | Friedhof, Wegkreuz                    | Frankfurter Straße 206a LageFlur: 9, Flurstück: 569 | | 1769                 | 46386 DDB  |
| Bild gesucht BW        | Gesamtanlage Alte Königsteiner Straße | Alte Königsteiner Straße Lage | |                      | 46370 DDB  |
| Bild gesucht BW        | Gesamtanlage Borngasse                | Borngasse Lage | | 1675 bis 1725        | 46369 DDB  |
| Gleisseite             | Bahnhof Kelkheim-Münster              | Zeilsheimer Straße 8a LageFlur: 18, Flurstück: 96/7 | | 1901                 | 127096 DDB |

### Ruppertshain
| Bild                                           | Bezeichnung                                    | Lage | Beschreibung | Bauzeit              | Objekt-Nr. |
| ---------------------------------------------- | ---------------------------------------------- | --- | ------------ | -------------------- | ---------- |
| Scheune                                        | Scheune                                        | Am Alten Rathaus 12 LageFlur: 3, Flurstück: 141/1                                                                        |              | Ende 18. Jahrhundert | 46388 DDB  |
|                                                |                                                | Robert-Koch-Straße 66 LageFlur: 3, Flurstück: 231/1                                                                      |              | 1725 bis 1775        | 46389 DDB  |
| weitere Bilder                                 |                                                | Robert-Koch-Straße 68 LageFlur: 3, Flurstück: 138/4                                                                      |              | 1725 bis 1775        | 46390 DDB  |
| Sachgesamtheit Ehemalige Gerhard-Domagk-Klinik | Sachgesamtheit Ehemalige Gerhard-Domagk-Klinik | Robert-Koch-Straße 105, 116 und Eppenhainer Straße 1, 2 LageFlur: 2 und 5, Flurstück: 148/1, 149/3, 271/149 und 24/30+37 |              | 1895                 | 46391 DDB  |